# Joaquín Sosa
Enzo Joaquín Sosa Romañuk (Fray Bentos, 10. siječnja 2002.) urugvajski je nogometaš koji igra na poziciji braniča. Trenutačno igra za kolumbijski klub Independiente Santa Fe.

## Klupska karijera

### Nacional
Za urugvajski klub Nacional debitirao je 7. travnja 2021. u uzvratnoj utakmici finala doigravanja za prvaka lige. Rentistas je izgubio 0:1, a Nacional je postao državni prvak.

### Rentistas (posudba)
Četiri dana nakon finala doigravanja Sosa je posuđen finalistu Rentistasu. Za novi klub debitirao je 21. travnja u utakmici natjecanja Copa Libertadores protiv argentinskog Racinga s kojim je Rentistas igrao 1:1.

### Liverpool Montevideo (posudba)
U siječnju 2021. posuđen je Liverpoolu iz Montevidea.

### Bologna
Dana 17. kolovoza 2022. prešao je u Bolognu iz Nacionala. Za Bolognu je debitirao 2. listopada u utakmici Serie A protiv Juventusa koji je dobio Bolognu 3:0.

### Dinamo Zagreb (posudba)
Sosa je posuđen zagrebačkom Dinamu 4. rujna 2023. Za Dinamo je debitirao u utakmici Hrvatskog nogometnog kupa u kojoj su Ponikve izgubile 1:4. U HNL-u je debitirao 8. listopada kada je Istra 1961 izgubila 3:0.

## Reprezentativna karijera
Sosa je bio dio urugvajske momčadi na Južnoameričkom prvenstvu do 15 godina 2017. i Južnoameričkom prvenstvu do 17 godina 2019.

## Priznanja

### Klupska
Nacional
- Prva urugvajska nogometna liga (1): 2020.[13]

Dinamo Zagreb
- HNL (1): 2023./24.
- Hrvatski nogometni kup (1): 2023./24.

## Vanjske poveznice
- Profil, Transfermarkt